# Danne-et-Quatre-Vents
Danne-et-Quatre-Vents là một xã trong vùng Grand Est, thuộc tỉnh Moselle, quận Sarrebourg, tổng Phalsbourg. Tọa độ địa lý của xã là 48° 46' vĩ độ bắc, 07° 17' kinh độ đông. Danne-et-Quatre-Vents nằm trên độ cao trung bình là 350 mét trên mực nước biển, có điểm thấp nhất là 205 mét và điểm cao nhất là 379 mét. Xã có diện tích 7,2 km², dân số vào thời điểm 2005 là 623 người; mật độ dân số là 86,5 người/km². Xã nằm khoảng 19 km về phía đông của Sarrebourg. Danne-et-Quatre-Vents thuộc Pháp từ năm 1661.

## Thông tin nhân khẩu
| 1962 | 1968 | 1975 | 1982 | 1990 | 1999 |
| ---- | ---- | ---- | ---- | ---- | ---- |
| 521  | 529  | 552  | 549  | 511  | 522  |